# Sam Adams
Samuel Aaron Adams Jr. (Houston, 13 giugno 1973) è un ex giocatore di football americano statunitense che ha militato nel ruolo di defensive tackle nella National Football League (NFL). Fu scelto nel corso del primo giro (8º assoluto) del Draft NFL 1994 dai Seattle Seahawks. Al college giocò a football alla Texas A&M University.

## Carriera professionistica
Adams fu scelto dai Seattle Seahawks come ottavo assoluto del Draft 1994 e vi giocò fino al 1999. Partì diverse volte come titolare nella sua stagione da rookie, dividendosi tra i ruolo di defensive tackle e defensive end. Nella sua seconda stagione, mise a segno un sack su Mark Brunell dei Jacksonville Jaguars che diede origine a una safety, segnando i primi punti della sua carriera professionistica. In una gara contro gli Arizona Cardinals invece bloccò un tentativo di field goal nei tempi supplementari. Nel 2000, Adams firmò come free agent coi Baltimore Ravens, facendo parte della miglior difesa della lega che portò la squadra a vincere il Super Bowl XXXV. Quell'anno fu convocato come titolare per il suo primo Pro Bowl, una convocazione ottenuta anche nell'anno successivo.
Nel 2002 divenuto nuovamente free agent, Adams firmò con gli Oakland Raiders. Partì come titolare in 14 gare su 16. La sua squadra raggiunse il Super Bowl XXXVII, perdendo contro i Tampa Bay Buccaneers.
Nel 2003, Adams firmò come free agent con i Buffalo Bills. Nella sua prima gara con Buffalo disputò una prova memorabile: mise a segno un sack, 2 tackle e un intercetto ai danni di Tom Brady che fu ritornato in touchdown (il secondo della carriera). Fu svincolato dai Bills il 1º marzo 2006 per risparmiare sul salary cap. Un mese dopo passò ai Cincinnati Bengals prima di chiudere la carriera giocando un anno coi Denver Broncos.

## Palmarès
- Super Bowl : 1 Vincitore del Super Bowl XXXV
- (3) Pro Bowl (2000, 2001, 2004)
- (2) All-Pro (2000, 2001)